# ایچی کازاما
ایچی کازاما (انگلیسی: Eiichi Kazama; ۱۹ فوریهٔ ۱۹۱۶ – ۸ مهٔ ۲۰۰۱) کشتی‌گیر اهل ژاپن بود.